# Lycaena alpiumclara
Lycaena alpiumclara är en fjärilsart som beskrevs av Ruggero Verity 1926. Lycaena alpiumclara ingår i släktet Lycaena och familjen juvelvingar. Inga underarter finns listade i Catalogue of Life.